# Macaparana
Macaparana là một đô thị thuộc bang Pernambuco, Brasil. Đô thị này có diện tích 100,24 km², dân số năm 2007 là 23144 người, mật độ 230,89 người/km².